# Casola (Terenzo)
Casola è una frazione del comune di Terenzo, in provincia di Parma.
La località dista 3,34 km dal capoluogo.

## Geografia fisica
La località sorge alla quota di 755 m s.l.m., sulla sponda sinistra dell'alta val Baganza, di fronte al paese di Ravarano; la frazione appenninica è costituita dai quattro distinti nuclei abitativi di Lughero, Puilio, Castello e Villa.
Il territorio è molto scosceso, in particolare in prossimità del torrente, ove tra le rocce sono stati rinvenuti alcuni reperti fossili di inocerami, vissuti tra il Giurassico inferiore e il Cretacico superiore.

## Storia
L'abitato di Casola sorse in epoca medievale lungo la via di monte Bardone, percorsa dai pellegrini diretti a Roma dal Nord Europa; la più antica testimonianza dell'esistenza della cappella originaria, edificata nella località di Casa Storti, risale al 1230.
Entro il XIII secolo fu costruito nei pressi del borgo, sulla vetta di una scoscesa altura protesa sulla vallata di fronte al castello di Ravarano, un castello, assegnato nel 1250 a Oberto II Pallavicino dall'imperatore del Sacro Romano Impero Federico II di Svevia; alla morte del Marchese nel 1269, gli succedette il figlio Manfredino.
Nel 1312 il marchese di Pellegrino Pelavicino III Pallavicino, alleato di Giberto III da Correggio e dei guelfi parmigiani, conquistò il maniero di Ravarano, da cui Casola dipendeva; tre anni dopo, raggiunta la pace tra i Comuni di Parma e Borgo San Donnino, Manfredino tornò in possesso delle fortificazioni di Ravarano, Casola e Solignano.
Nel 1348 Donnino Pallavicino ereditò dal padre Manfredino, in seguito alla divisione col fratello Oberto, i feudi di Zibello, Ravarano, Casola, Monte Palerio, Sant'Ilario Baganza, Cella e Parola.
Nel 1360 il marchese Oberto Pallavicino ottenne conferma dell'investitura dall'imperatore del Sacro Romano Impero Carlo IV di Lussemburgo.
Nel 1805, in seguito all'abolizione napoleonica dei diritti feudali, Casola divenne frazione del nuovo comune di Lesignano di Palmia, ribattezzato col nome di Terenzo nel 1924.
Durante la seconda guerra mondiale la località subì numerose incursioni aeree alleate, a causa della sua vicinanza con la strategica statale della Cisa.

## Monumenti e luoghi d'interesse

### Chiesa di Sant'Apollinare

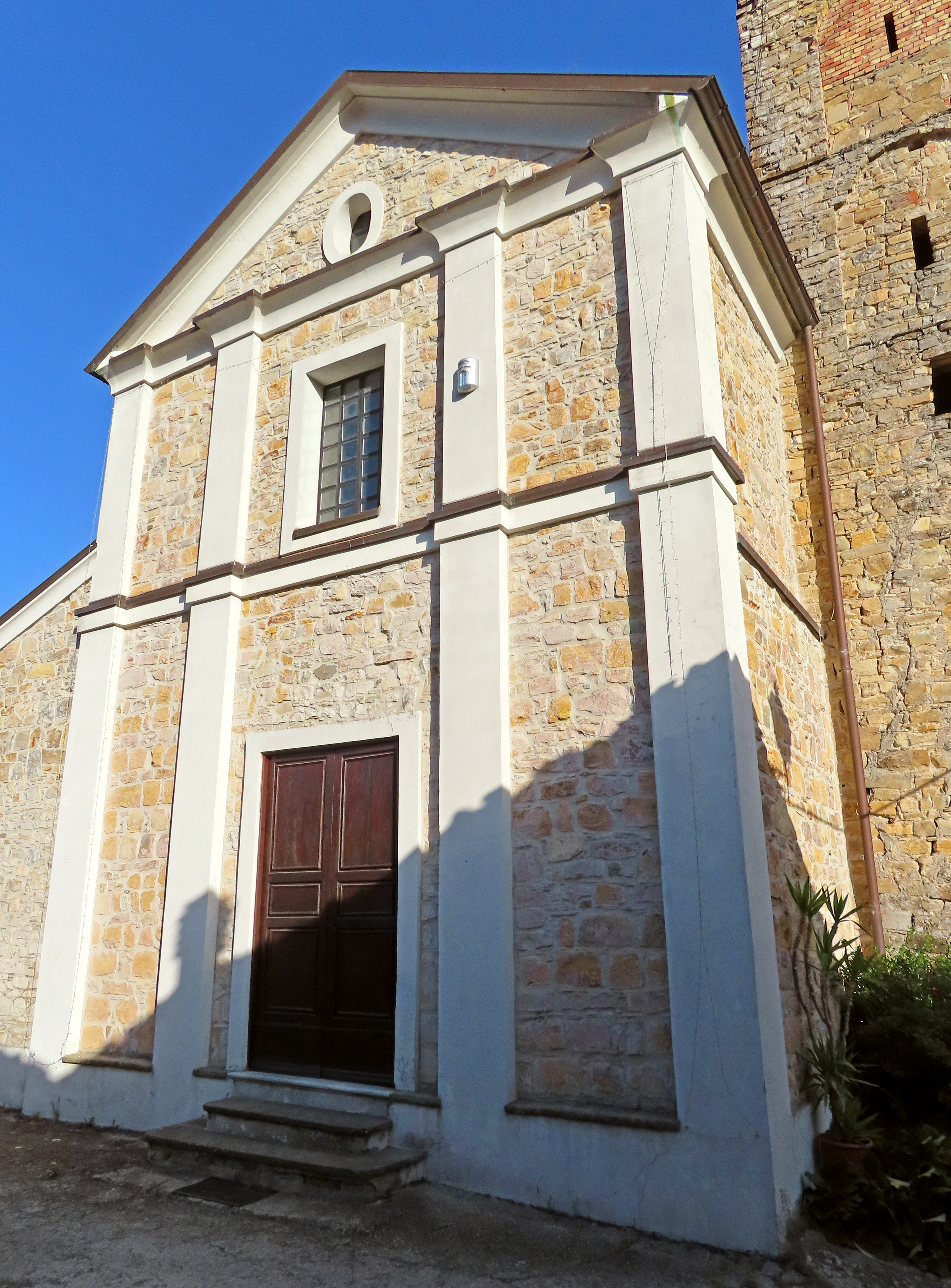
Chiesa di Sant'Apollinare

Edificata tra il 1568 e il 1577, la chiesa fu affiancata nel 1630 da un piccolo oratorio intitolato a san Rocco; ristrutturata in seguito, fu decorata internamente intorno al 1960. Il luogo di culto, affrescato sulle volte e sulle pareti, conserva vari arredi settecenteschi.

### Castello

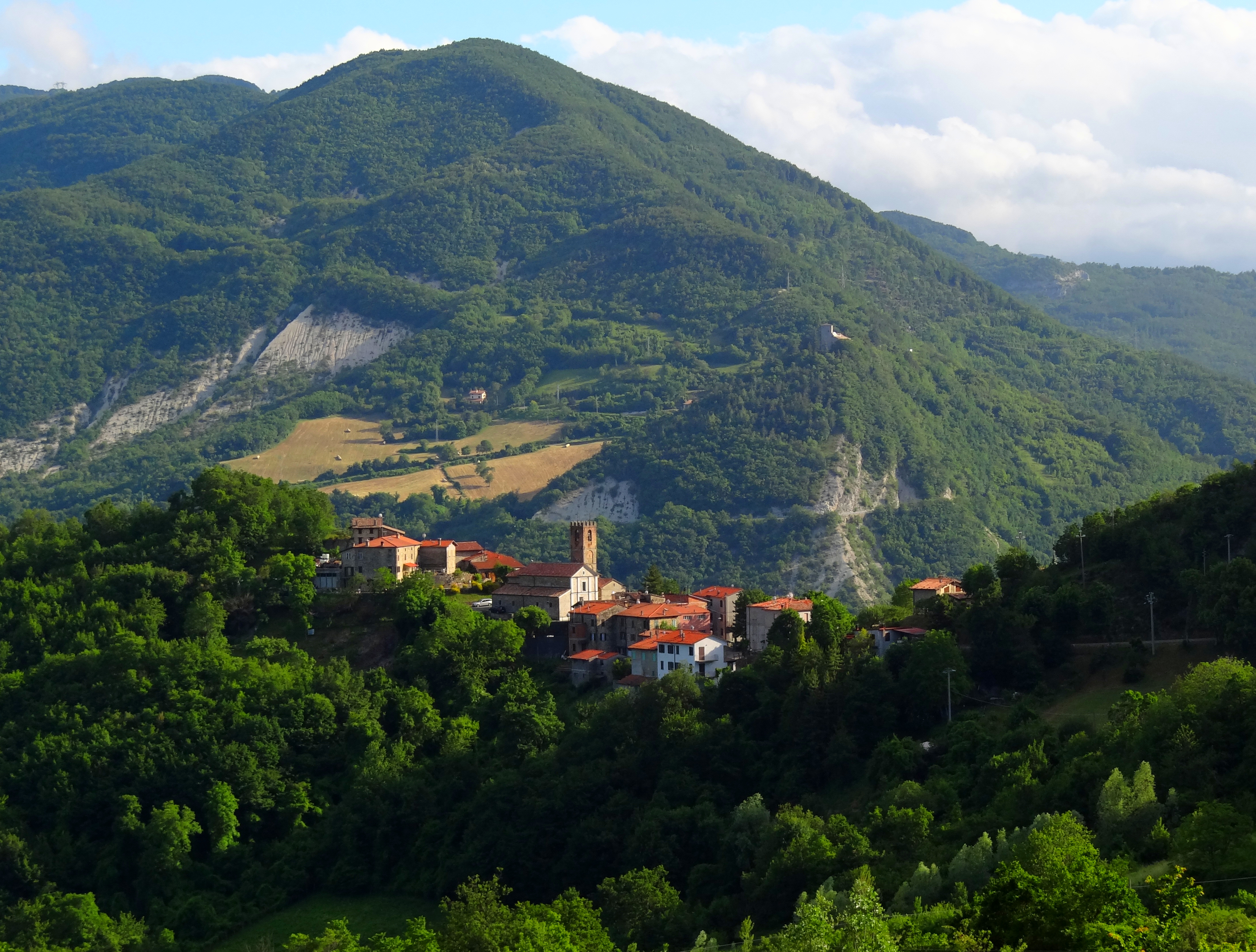
Panorama dell'altura su cui sorgeva il castello, a monte del borgo

Menzionato per la prima volta nel 1250, il maniero, appartenente all'epoca ai marchesi Pallavicino, dipendeva nel XIV secolo dal vicino castello di Ravarano; abbandonato nei secoli successivi, scomparve completamente fino alla fine del XX secolo, quando, con la riapertura del sentiero della via Francigena, ne furono riportati alla luce pochi ruderi ad alcune centinaia di metri dalla chiesa di Sant'Apollinare.